# Assemblea legislativa del Nuovo Galles del Sud
L’Assemblea legislativa del Nuovo Galles del Sud è la camera bassa del Parlamento del Nuovo Galles del Sud. Essa si riunisce, insieme al Consiglio legislativo, nel Palazzo del Parlamento a Sydney.
Essa è composta da 93 membri ed è rinnovata ogni quattro anni.

## Storia
L'attuale Assemblea legislativa è stata creata, insieme al Consiglio legislativo, dalla Costituzione del Nuovo Galles del Sud, al tempo una colonia autonoma dell’Impero britannico, nel 1856, trasformandosi in legislatura statale con l’avvento della Federazione nel 1901.

## Competenze
L’Assemblea ha il potere di eleggere e censurare il Premier, approvare la legge di bilancio e legiferare su tutte le materie non attribuite alla Federazione, essendo questa, a differenza dei Territori, legittimata da un potere sovrano statale preesistente e riconosciuto dalla Costituzione nazionale, non delegato dal Governo federale.